# Islám v Pákistánu

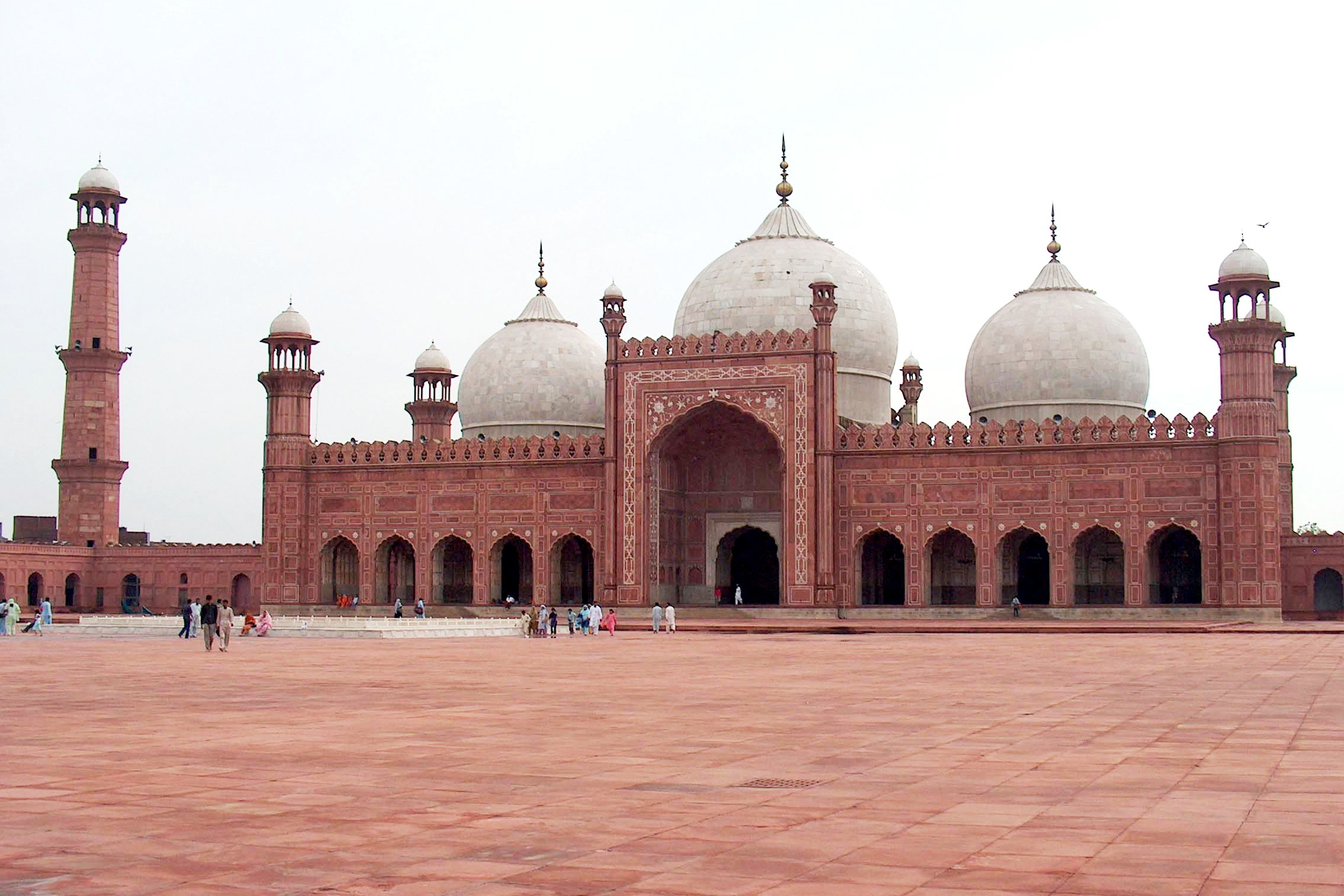
Královská mešitě v Láhauru

Islám je největší a také státní náboženství islámské republiky Pákistán. Muslimská populace je po Indonésii co do počtu druhá největší na světě. Pákistán je také nazýván "světovým centrem islamismu".
Drtivá většina (95 až 97%) obyvatel Pákistánu (cca 190 milionů lidí) jsou muslimové, zatímco zbylých 3–5% jsou křesťané, hinduisté a další menšiny.
Sunnité zde tvoří většinu, zatímco ší'ité se podílí 5-20%. Po Íránu má Pákistán druhou největší ší'itskou populaci. Jejich počet je podle Vali Nasra 16,5 až 30 milionů lidí.